# Parafia św. Jana Pawła II w Stalowej Woli
Parafia św. Jana Pawła II w Stalowej Woli – akademicka parafia rzymskokatolicka w Stalowej Woli, znajdująca się w diecezji sandomierskiej w dekanacie Stalowa Wola.
Jest to druga parafia pod wezwaniem św. Jana Pawła II w diecezji sandomierskiej (po parafii w Ostrowcu Świętokrzyskim).
Parafia została erygowana przez biskupa sandomierskiego Andrzeja Dzięgę 5 marca 2009. W skład parafii weszły części parafii Św. Floriana oraz Trójcy Przenajświętszej w Stalowej Woli. Nowo erygowana Parafia Akademicka otrzymała wezwanie Św. Jadwigi Królowej (tytuł kaplicy akademickiej).
Decyzją bpa sandomierskiego Krzysztofa Nitkiewicza od dnia 1 czerwca 2011 parafia otrzymała nowe wezwanie: Parafia Błogosławionego Jana Pawła II w Stalowej Woli.
Od 2021 proboszczem parafii jest ks. mgr lic. Piotr Cecuła. 